# Mucuna mitis
Mucuna mitis är en ärtväxtart som först beskrevs av Hipólito Ruiz López och Pav., och fick sitt nu gällande namn av Dc. Mucuna mitis ingår i släktet Mucuna och familjen ärtväxter. Inga underarter finns listade i Catalogue of Life.